# 阿奇雷亚莱

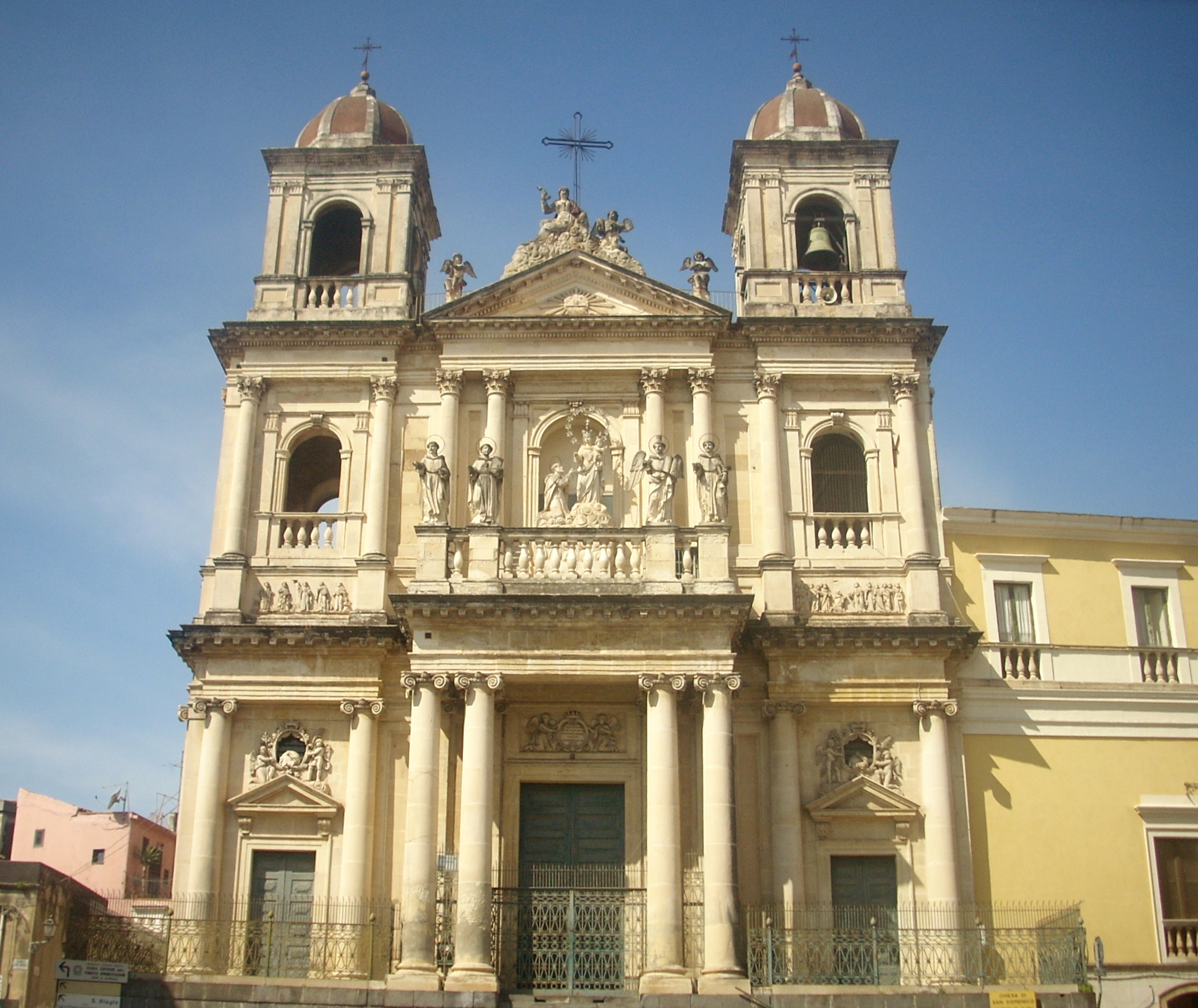
教堂

阿奇雷亚莱（Acireale）是意大利西西里大区卡塔尼亞廣域市的一个市镇，面积39平方公里，人口52,394人（2005年）。

## 友好城市
- 阿根廷马德普拉塔
- 義大利維亞雷焦